# Chihuo
Chihuo is een geslacht van vlinders van de familie spanners (Geometridae), uit de onderfamilie Ennominae.

## Soorten
- C. sunzao Yang, 1978
- C. zao Yang, 1978